# 科尔尼洛夫事件
科尔尼洛夫事件（俄语：Корниловское выступление），或稱科尔尼洛夫叛亂（Корниловский мятеж），是一場由時任俄國臨時政府陸軍總司令拉夫爾·格奧爾基耶維奇·科爾尼洛夫將軍於1917年8月的發動的未遂軍事政變，旨在推翻亚历山大·费奥多罗维奇·克伦斯基為首的临时政府，驅除布爾什維克黨人勢力。临时政府的领导人后来认为，这次事件正是俄罗斯革命的转捩点，因为它让布尔什维克党人卷土重来，最后夺权。

## 經過
1917年二月革命，俄羅斯帝國覆亡，取而代之的臨時政府由自由主義及左翼政黨的成員組成。它曾得到輿論短暫支持，但在俄國於東方戰線節節敗退下，經濟崩潰持續以致民怨四起，使新政府失去了民眾支持。同年七月危机在布爾什維克黨主導下在彼得格勒爆發，使俄國社會出現部分右翼聲音，呼求建立一個更為強力的政府，並受包括科尔尼洛夫將軍在內的軍人支持。作為一位沙皇專制擁護者，科尔尼洛夫把俄軍在戰場上的失利歸咎於布爾什維克，深信它與德意志帝国勾結，在後方擾亂軍心、军纪；另一方面，他又认为臨時政府缺乏實力去取締彼得格勒蘇維埃，因此希望能整頓新政府。
在與新政府溝通屢次失敗下，8月25日科尔尼洛夫命令亚历山大·米哈伊洛维奇·克雷莫夫率其旗下第3騎兵團佔領彼得格勒，驅散彼得格勒蘇維埃，並將當地駐軍繳械以「提防潛在的布爾什維克武裝起事」。8月29日，克倫斯基自任陸軍總司令，要求克雷莫夫部停止推進，並在逼不得已下向布爾什維克求援。布爾什維克一方面迅速地組織赤卫队 (俄国)保衛首都，另一方面又策動其支持者阻延部隊推進，包括阻撓列車行進、煽動士兵叛逃等，使哥薩克軍逐漸瓦解。8月31日克雷莫夫抵達彼得格勒與克倫斯基談判，儘管他自辯其行動只為保衛首都，但克倫斯基仍要宣稱要將他送上軍事法庭審判；同日稍後克雷莫夫在失意之中自盡，政變無疾而終。

## 結果
事敗之後，科尔尼洛夫及其一眾黨羽被新任總司令部參謀總長米哈伊爾·瓦西里耶維奇·阿列克謝耶夫逮捕，並被關進貝霍夫監獄，但不久後便在十月革命後成功逃獄，並在頓河哥薩克人支持下與阿列克謝耶夫創建了反布爾什維克的義勇軍。
布爾什維克在事件中得到民意廣泛同情及支持，使它更為壯大；而克倫斯基為求爭取布爾什維克援助，更把列寧及托洛斯基等政治犯釋放或撤銷控罪，又容許赤衛隊重新武裝，促使了日後十月革命的爆發。
俄國臨時政府對政變的處理手法引起朝野極大不滿，其管治威信在事件過後跌進谷底。不少俄軍將領對兵變保持觀望態度，暴露了他們對克伦斯基的不信任，使臨時政府與軍方的關係斷裂，日後十月革命時軍方也拒絕幫助克倫斯基。